# Aslaug Dahl
Aslaug Magna Dahl (ur. 23 marca 1949 w Nesseby) – norweska biegaczka narciarska, brązowa medalistka olimpijska.

## Kariera
Igrzyska w Sapporo w 1972 r. były pierwszymi i zarazem ostatnimi w jej karierze. Wspólnie z Inger Aufles i Berit Mørdre Lammedal wywalczyła brązowy medal w sztafecie 3 × 5 km. Ponadto zajęła także 6. miejsce w biegu na 10 km oraz 8. miejsce w biegu na 5 km techniką klasyczną.
Startowała także na mistrzostwach świata w Wysokich Tatrach oraz na mistrzostwach świata w Falun zajmując odpowiednio czwarte miejsce w sztafecie 3 × 5 km oraz szóste miejsce w sztafecie 4 × 5 km.
W 1970 i 1975 r. była mistrzynią Norwegii w biegu na 5 km.

## Osiągnięcia

### Igrzyska Olimpijskie
| Miejsce | Dzień     | Rok  | Miejscowość | Konkurencja             | Czas biegu   | Strata       | Zwyciężczyni    |
| ------- | --------- | ---- | ----------- | ----------------------- | ------------ | ------------ | --------------- |
| 6.      | 6 lutego  | 1972 | Sapporo     | 10 km stylem klasycznym | 34:17.82 min | +1:01.02 min | Galina Kułakowa |
| 8.      | 9 lutego  | 1972 | Sapporo     | 5 km stylem klasycznym  | 30:13.41 min | +16.99 s     | Galina Kułakowa |
| 3.      | 12 lutego | 1972 | Sapporo     | Sztafeta 3 × 5 km       | 48:46.15 min | +1:05.34 min | ZSRR            |

### Mistrzostwa świata
| Miejsce | Dzień     | Rok  | Miejscowość  | Konkurencja       | Czas biegu   | Strata       | Zwyciężczyni |
| ------- | --------- | ---- | ------------ | ----------------- | ------------ | ------------ | ------------ |
| 4.      | 20 lutego | 1970 | Vysoké Tatry | Sztafeta 3 × 5 km | 54:32.18 min | +1:56.69 min | ZSRR         |
| 6.      | 23 lutego | 1974 | Falun        | Sztafeta 4 × 5 km | 1:02:57.39 h | +2:29.50 min | ZSRR         |